# Federico Sacco
Federico Sacco (Fossano, 5 febbraio 1864 – Trofarello, 2 ottobre 1948) è stato un geologo, paleontologo e micologo italiano.

## Biografia

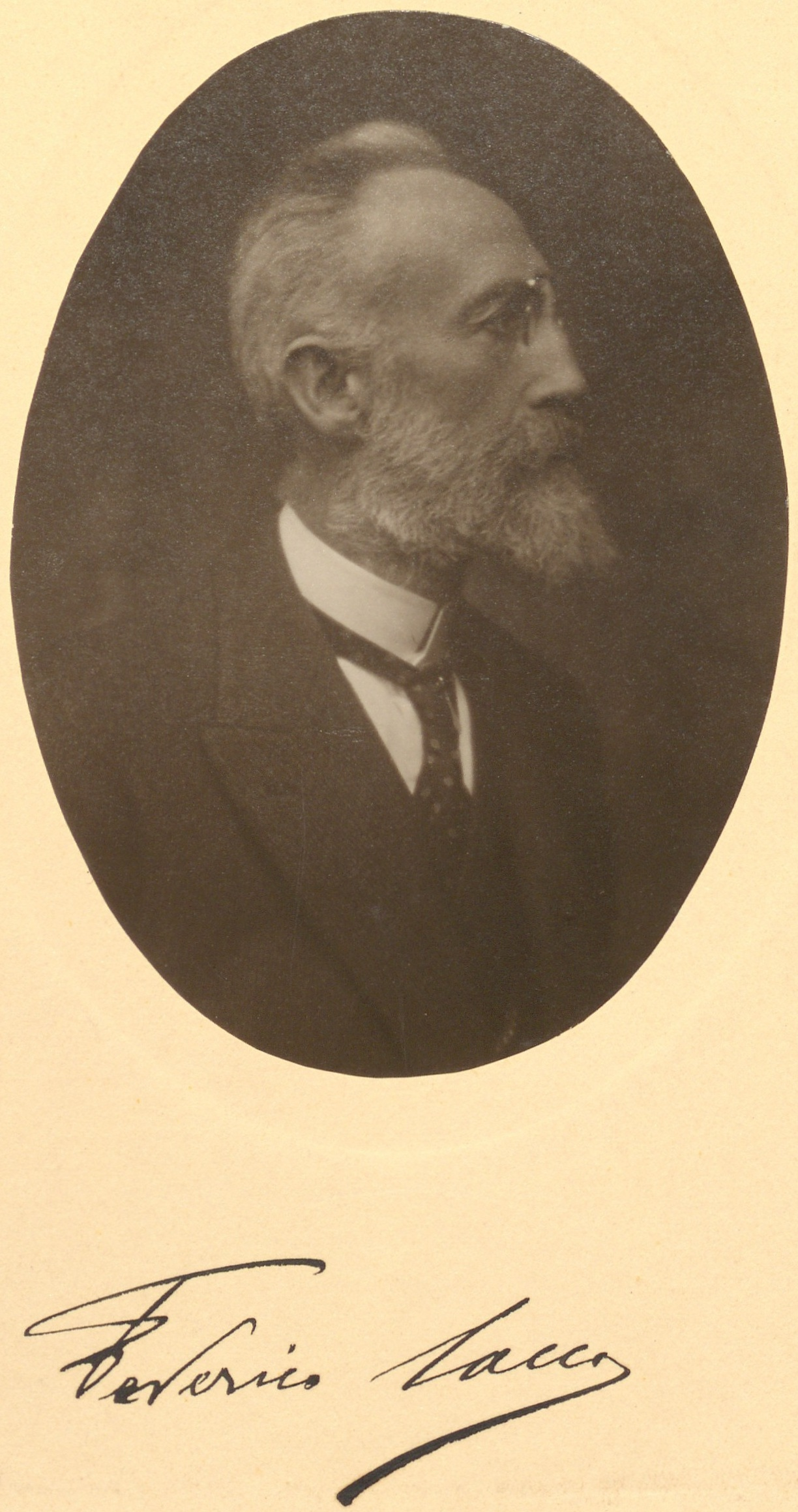
Federico Sacco

Figlio di Giuseppe Antonio, medico, e di Faustina Maria Quaglia. Dopo gli studi secondari a Fossano, Federico Sacco si laureò nel 1884 in Scienze naturali all'Università degli Studi di Torino; fu discepolo di Martino Baretti, collaboratore e amico di Quintino Sella e di Luigi Bellardi, rinomato paleontologo piemontese.
Ha tenuto, per oltre un trentennio, dal 1897 al 1935, la cattedra di Geologia al Politecnico di Torino e, per oltre un quarantennio, quella di Paleontologia all'Università di Torino. È stato socio dell'Accademia dei Lincei, socio dell'Accademia delle Scienze di Torino e presidente della Società Geologica Italiana. Appassionato alpinista e speleologo, è stato per buona parte della propria vita un attivo socio del Club Alpino Italiano.
Fu tra i fondatori nel 1911-12 della società Urania, nata da una scissione dalla Società Astronomica Italiana, per la quale diresse la pubblicazione dei Saggi di astronomia popolare, una serie di testi divulgativi.
È stato autore di oltre seicento contributi a stampa, fra volumi, memorie e articoli, a carattere geomorfologico e stratigrafico. Ha offerto un contributo significativo alla Carta geologica d'Italia, studiando e compilando, tra gli altri, i fogli geologici del bacino terziario del Piemonte, dell'Abruzzo, di Cuneo, di Ceva e Genova, di Bologna, di Imola-Faenza-Forlì e Rimini, di Ancona-Jesi-Fermo e Macerata, di Pesaro, di Monte Falterona, di Pontremoli.
Due delle sue opere più importanti sono: “Il bacino terziario e quaternario del Piemonte”, completo di ogni indicazione geomorfologica, stratigrafica e paleontologica. E il saggio “I molluschi dei terreni terziari del Piemonte e della Liguria”, la sua opera più grande per dimensioni e concretezza: terminata nel 1904 è divisa in 30 volumi e rappresenta migliaia di specie fossili. La mole delle sue ricerche e delle sue pubblicazioni non ha eguali nel settori da lui studiati. Ha analizzato circa 40000 km quadrati di terreno e percorso a piedi una distanza pari alla lunghezza della linea dell’Equatore. Alcune delle sue carte geografiche, che rappresentano soprattutto Alpi e Appennini, sono presenti all’Archivio del Museo regionale delle scienze di Torino.
Per quanto riguarda il glacialismo ha ricercato materiali e realizzato studi relativi, in particolare, a diverse località dell'Appennino e delle Alpi, con particolare riferimento al Monte Bianco, al Monte Rosa, al Cervino, al Gran Paradiso, al Monviso e alle Alpi Marittime. Apposite pubblicazioni ha dedicato anche alle morene del Veneto, del Lago Maggiore, di Ivrea e di Rivoli. Si è occupato, altresì, di idrografia, speleologia, sismologia e cosmologia. Ha anche dedicato delle biografie a illustri scienziati, fra i quali Carlo Fabrizio Parona e Giuseppe Mercalli.

## Intitolazioni

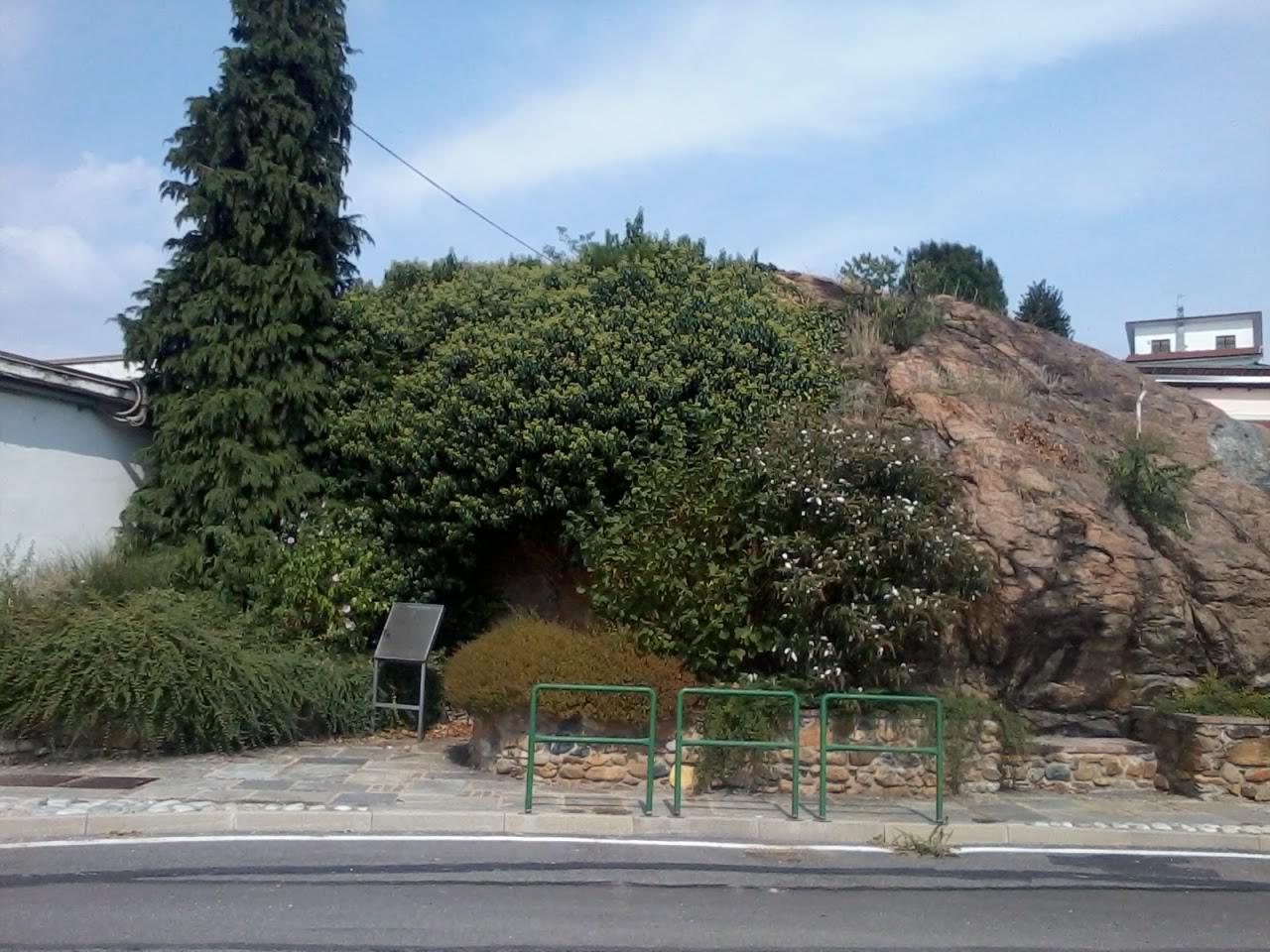
Il masso erratico dedicato a Federico Sacco all'inizio del paese di Caselette

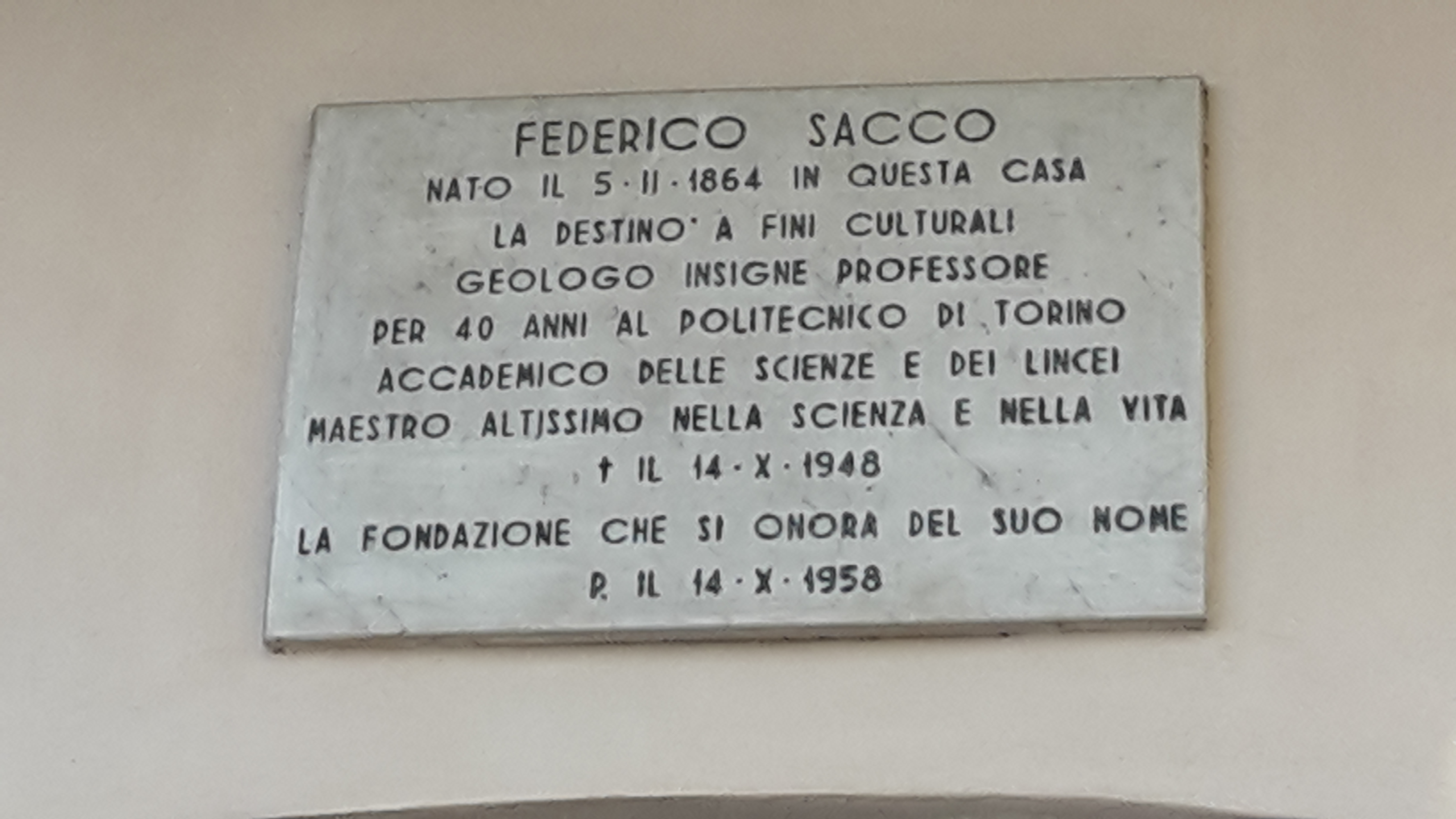
Targa commemorativa per il decennale della morte di Federico Sacco.

Sopra il portone dell’abitazione fossanese di Federico Sacco, affissa alla parete muraria, vi è una lapide commemorativa del decennale dalla morte dello studioso che riporta un'errata data della morte e del luogo: Torino, il 14 ottobre 1948.
A Fossano vi è una scuola che dal 2019 è dedicata allo scienziato: l'"Istituto Comprensivo Federico Sacco".

## Opere principali
- I molluschi dei terreni terziari del Piemonte e della Liguria, 30 voll., in parte anche con Luigi Bellardi, Clausen, Torino 1872-1904.
- L'anfiteatro morenico di Rivoli, Lit. Doyen, Torino 1886.
- Sulla Costituzione geologica degli altipiani isolati di Fossano, Salmour e Banale, Tip. Camilla e Bertolero, Torino 1887.
- Geologia applicata del bacino terziario e quaternario del Piemonte, Tip. Nazionale, Roma 1890.
- L'Appennino settentrionale (parte centrale). Studio geologico, Tip. R. Accademia dei Lincei, Roma 1892.
- L'Appennino dell'Emilia. Studio geologico sommario, Tip. R. Accademia dei Lincei, Roma 1893.
- L'Appennino della Romagna. Studio geologico sommario, Tip. R. Accademia dei Lincei, Roma 1899.
- Gli anfiteatri morenici del Veneto. Studio geologico, Tip. e Lit. Bertolero, Torino 1899
- L'Appennino settentrionale e centrale. Studio geologico sintetico, Gerbone, Torino 1904.
- Geologia applicata dello Appennino settentrionale e centrale, Tip. Camilla e Bertolero, Torino 1904.
- L'Appennino meridionale. Studio geologico sintetico, Tip. Cuggiani, Roma 1910.
- L'evolution biologique et humaine. Essai synthetique et considerations, Utet-Beranger, Torino-Parigi 1910.
- Geoidrologia dei pozzi profondi della Valle Padana, 3 voll., Bona, Torino 1912-1933.
- Universo. Saggio di sintesi cosmica, Lattese & C., Torino 1916.
- Formazione dei serbatoi Montani. Considerazioni meteorologiche e geoidrologiche, Borzoni e C., Torino 1918.
- La sistemazione idrico-forestale dei bacini montani, Tip. Nistri, Pisa 1918
- L'Istria. Cenni geologici generali, Soc. tip. Monregalese, Mondovì 1924.
- Origini ed evoluzione della vita, Ulrico Hoepli, Milano 1937.
- Come si e formata la faccia della Terra, Tip. Checchini, Torino 1941.